# Episodi di Tyler Perry's Young Dylan (seconda stagione)
Il 18 marzo 2021 Nickelodeon rinnova Tyler Perry's Young Dylan per una seconda stagione da 20 episodi. La stagione debutta negli Stati Uniti dal 12 giugno 2021 su Nickelodeon.
In italia è andata in onda dal 30 agosto 2021 su Nickelodeon.
| n° | Codice di prod. | Titolo originale                  | Titolo italiano                  | Prima TV USA      | Prima TV Italia  |
| -- | --------------- | --------------------------------- | -------------------------------- | ----------------- | ---------------- |
| 1  | 201             | Food for the Soul                 | Cibo per l'anima                 | 12 giugno 2021    | 30 agosto 2021   |
| 2  | 202             | My Fair Charlie                   | La prima cotta di charlie        | 19 giugno 2021    | 31 agosto 2021   |
| 3  | 203             | A Tale of Two Rappers             | Racconto di due rapper           | 26 giugno 2021    | 1 settembre 2021 |
| 4  | 204             | Einsteins                         | Giovani Einsteins                | 03 luglio 2021    | 2 settembre 2021 |
| 5  | 205             | Who Done Done It?                 | Chi è stato è stato              | 10 luglio 2021    | 3 settembre 2021 |
| 6  | 206             | Coppin' Magnitudes                | Tutto per le Magnitudes          | 7 agosto 2021     | 6 settembre 2021 |
| 7  | 207             | Oceans 11am                       | Ocean Eleven in miniatura        | 14 agosto 2021    | 7 settembre 2021 |
| 8  | 209             | Cruisin' for a Bruisin            | Un inno per due                  | 21 agosto 2021    | 21 febbraio 2022 |
| 9  | 208             | Partners in Rhyme                 | Padelle e rotelle                | 17 luglio 2021    | 8 settembre 2021 |
| 10 | 210             | Squirrel Scouts and Seaweed Masks | Scoiattoli e maschere alle alghe | 23 settembre 2021 | 9 settembre 2021 |
| 11 | 211             | Charlie The Bad Boy               | Il ragazzaccio                   | 30 settembre 2021 | 22 febbraio 2022 |
| 12 | 212             | Dylan and Rebecca vs. Alcatraz    | Dylan e Rebecca contro Alcatraz  | 7 ottobre 2021    | 23 febbraio 2022 |
| 13 | 213             | So Many Lessons                   | Troppe lezioni                   | 14 ottobre 2021   | 24 febbraio 2022 |
| 14 | 214             | Haunted Halls                     | Halloween a scuola               | 21 ottobre 2021   | 25 febbraio 2022 |
| 15 | 215             | Dylan vs. Mystery X               | Dylan contro Mystery X           | 28 ottobre 2021   | 28 febbraio 2022 |
| 16 | 216             | Bunk Hate                         | La stanza della Discordia        | 4 novembre 2021   | 1 marzo 2022     |
| 17 | 217             | Snitches Get Stitches             | Spioni o Spintoni?               | 18 novembre 2021  | 2 marzo 2022     |
| 18 | 218             | Taking Credit                     | Avere Credito                    | 25 novembre 2021  | 3 marzo 2022     |
| 19 | 220             | Waiting for Santa                 | In attesa di Babbo N.            | 2 dicembre 2021   | 4 marzo 2022     |
| 20 | 219             | Rap Dreams Do Come True           | I sogni diventano realtà         | 9 dicembre 2021   | 4 marzo 2022     |